# 弓長嶺区
弓長嶺区（きゅうちょうれい-く）は中華人民共和国遼寧省遼陽市に位置する市轄区。

## 地理
弓長嶺区は遼寧省中南部に位置し、北東34kmに本渓市、南西35kmに鞍山市、北西30kmに遼陽市、北70kmに瀋陽市がある。区域の大部分は遼陽県に囲まれている。

## 行政区画
3街道弁事処、1鎮、1郷を管轄する。
- 街道弁事所：蘇家街道、団山街道、安平街道
- 鎮：湯河鎮
- 郷：安平郷

## 交通

### 鉄道
- 中国国家鉄路集団
  - 遼渓線
    - 安平駅

### 道路
- 高速道路
  -  遼中環状高速道路